# 任建新 (企業家)
任建新（1958年1月—），汉族，生於甘肃省兰州市，祖籍河北冀县。中国化工集團有限公司前董事長兼黨書記。教授级高级工程师，享受国务院政府特殊津贴。

## 生平
1974年6月参加工作，1984年11月加入中国共产党。任建新畢業於中央广播电视大学机械专业、兰州大学经济系企业管理专业。
1984年9月，担任原化工部化工机械研究院团委书记的任建新带领7名共青团员、借款1万元在兰州创办中国第一家专业化清洗公司——蓝星公司。1996年，在原化工部等有关部门支持下，蓝星公司总部迁入北京。
2004年，任建新委任中国化工集團公司管理層至2018年6月止，其後陸續安排併購海外相關化工企業。2009年，时任中国化工集团公司总经理任建新已获“全国优秀青年企业家”、“全国青年科技实业家”、“全国新长征突击手”、“全国十大新闻人物”、“中国青年十杰”等称号，曾获全国“五一”劳动奖章。
2024年5月，因涉嫌严重违纪违法，与中国化工集团原党委副书记、总经理杨兴强一同被官宣接受中央纪委国家监委驻国务院国资委纪检监察组和浙江省监委纪律审查和监察调查。